# Yelü Pusuwan
Yelü Pusuwan (kineski 耶律普速完, Yēlǜ Pǔsùwán) (? — 1177.) bila je regentica kidanske države zvane Qara Khitai 1163. – 1177. Njezino je postumno ime Chengtian. Roditelji su joj bili car Yelü Dashi i njegova supruga, regentica Xiao Tabuyan.
Nakon smrti svog brata, cara Yelü Yiliea, Pusuwan je postala regent za svog nećaka Yelü Zhilugua. Pusuwanin je muž bio Xiao Duolubu (蕭朵魯不).
Godine 1165., Masud II. napao je Balh i Andkhoy uz Pusuwaninu potporu. Pusuwan je poslala vojsku na šaha Il-Arslana, čija je smrt uzrokovala građanski rat u njegovoj državi. Njegov je sin Ala ad-Din Tekish pobjegao k Pusuwan, tražeći pomoć te je carica poslala svoga supruga s vojskom, kako bi Tekish bio postavljen za novog vladara, nasljednika svoga oca. U isto vrijeme, Mu'ayyid al-Din Ai-Aba poslao je danak carici.
Nakon nekog vremena, Tekishu je bilo dosta što Pusuwan traži danak te je dao ubiti njezinog izaslanika, koji joj je bio rođak. Pusuwan je ponovno poslala svog muža, ali je ovaj put trebao ubiti Tekisha. U međuvremenu, carica je postala ljubavnica svog šogora Puguzhija, što je otkrio njegov otac, Xiao Wolila, koji je dao ubiti ljubavnike.
| Prethodnik: | Vladarica Qare Khitaija | Nasljednik:  |
| Yelü Yilie  | Vladarica Qare Khitaija | Yelü Zhilugu |